# Distretto di Pomata
Il distretto di Pomata è uno dei sette  distretti della provincia di Chucuito, in Perù. Si trova nella regione di Puno e si estende su una superficie di 382,58 chilometri quadrati.

Ha per capitale la città di Pomata; nel censimento 2007 si contava una popolazione di 17.787 unità.